# Navăsen
Navăsen (bulgariska: Навъсен) är ett distrikt i Bulgarien.   Det ligger i kommunen Obsjtina Simeonovgrad och regionen Chaskovo, i den centrala delen av landet, 220 km öster om huvudstaden Sofia.